# Římskokatolická farnost Strenice
Římskokatolická farnost Strenice (lat. Strenicium, něm. Strenitz) je církevní správní jednotka sdružující římské katolíky na území obce Strenice a v jejím okolí. Organizačně spadá do mladoboleslavského vikariátu, který je jedním z 10 vikariátů litoměřické diecéze. 

## Historie farnosti
Datum založení farnosti není známo. Matriky jsou vedeny od roku 1640.

### Duchovní správcové vedoucí farnost
Začátek působnosti jmenovaného v duchovní správě farnosti od:
- 1360 Hašek
- 1361 Nicolaus
- 1363 Simon
- 1401 Michaël
- 1422 Wenceslaus
- 1424 Paulus
- 1671 Henricus Dočekal
- 1682 Joannes Franciscus Kment
- 1683 Joannes Julius Rucký
- 1684 Georgius Tichý
- 1685 Daniel Josephus Scheffer
- 1686 Thomas Franciscus Standl
- 1694 Wenceslaus Adalbertus Stuchlík
- 1695 Franciscus Leopoldus Löhmann
- 1699 Martinus Joannes Skřivánek
- 1707 Joannes Norbertus Czerny
- 1724 Leopoldus Franciscus Sternstadt
- Mathias Hrdliczka
- 1774 Carolus Bossy
- 1783 Joann. Podhaysky
- 1790 Anton. Preitenberger, † 15. 11. 1817
- 1801 Ioann. Pawlik, n. 9. 4. 1771 Prag, o. 21. 4. 1794, † 24. 1. 1835
- 1818 Franc. Kurschel, † 2. 1. 1820
- 1818 Wenc. Kafka, n. 15. 1. 1786 Jirnens. o. 23. 3. 1812, † 9. 8. 1848
- 1849 Joann. Nep. Hruscha, n. 11. 3. 1815 Branžež. o. 3. 8. 1840, † 27. 6. 1889
- 1872 Anton. Košťák, n. 12. 3. 1821 Melnoko- Vtelnae, o. 4. 7. 1848, † 9. 2. 1898
- 1897 par. vacat, admin. int. Franc. Knotek
- 1898 Martin Fencl, n. 17. 10. 1849 Koloveč, o. 16. 7. 1874
- 1900 Wenc. Vorel, n. 22. 11. 1849 Bohdaneč, o. 19. 7. 1874
- 1904 Joann. Čapek, n. 28. 12. 1859 Semonice, o. 15. 7. 1883, † 17. 4. 1930
- 1. 6. 1921 Joann. Klouček, n. 16. 1. 1886 Svijany, o. 17. 7. 1910, † 18. 6. 1951
- 15. 7. 1951 František Urban
- 1. 9. 1961 František Procházka
- 1. 5. 1978 Pavel Michal
- 1. 10. 1979 Petr Kothaj
- 15. 9. 1980 Jan Štrumfa
- 1. 10. 2005 Józef Szeliga, admin. exc.
- 15. 4. 2010 Pavol Poláček, admin. exc.[3]

Kromě kněží stojících v čele farnosti, působili ve farnosti v průběhu její historie i jiní kněží. Většinou pracovali jako farní vikáři, kaplani, katecheté, výpomocní duchovní aj.

## Příslušnost k farnímu obvodu
Z důvodu efektivity duchovní správy byl vytvořen farní obvod (kolatura) farnosti-arciděkanství Mladá Boleslav, jehož součástí je i farnost Strenice, která je tak spravována excurrendo.

## Území farnosti
Do farnosti patří území obcí:
- Niměřice (Nimierschitz[5][p 2]) s místními částmi Dolní Cetno[2] (Unter Zetno[5][p 2]) a Horní Cetno[2] (Ober Zetno[5][p 2]),
- Pětikozly (Pietikosle[5][p 2]),
- Rokytovec (Rokitowetz[5][p 2]) s místní částí Malé Horky[2] (Klein Horka[5][p 2]) a zaniklé osady Velké Horky[2], Řehnice (Rechnitz[5][p 2]), která je částí obce Krnsko a Strenice (Strenitz[5][p 2]).

## Římskokatolické sakrální stavby a místa kultu na území farnosti
| | Fotografie     | Stavba                       | Místo          | Bohoslužby                      | Zeměpisné souřadnice             | Status         | Číslo kulturní památky                       |
| Kostel a kaple | Kostel a kaple | Kostel a kaple               | Kostel a kaple | Kostel a kaple                  | Kostel a kaple                   | Kostel a kaple | Kostel a kaple                               |
| --- | -------------- | ---------------------------- | -------------- | ------------------------------- | -------------------------------- | -------------- | -------------------------------------------- |
| 1. |                | Kostel sv. Bartoloměje       | Strenice       | bližší informace o bohoslužbách | 50°23′31″ s. š., 14°49′35″ v. d. | farní kostel   | 45157/2-1738 (Pk•MIS•Sez•Obr•WD) (Q24089646) |
| 2. |                | Kaple Korunování Panny Marie | Niměřice       | bližší informace o bohoslužbách | 50°23′45″ s. š., 14°48′25″ v. d. | kaple          | 36650/2-1704 (Pk•MIS•Sez•Obr•WD) (Q38035380) |
| Některé drobné sakrální stavby a pamětihodnosti lze dohledat zde v databázi Drobné sakrální památky Zaniklé sakrální stavby lze dohledat zde v databázi Poškozené a zničené kostely, kaple a synagogy v České republice |                |                              |                |                                 |                                  |                |                                              |

## Galerie drobných sakrálních staveb ve farnosti

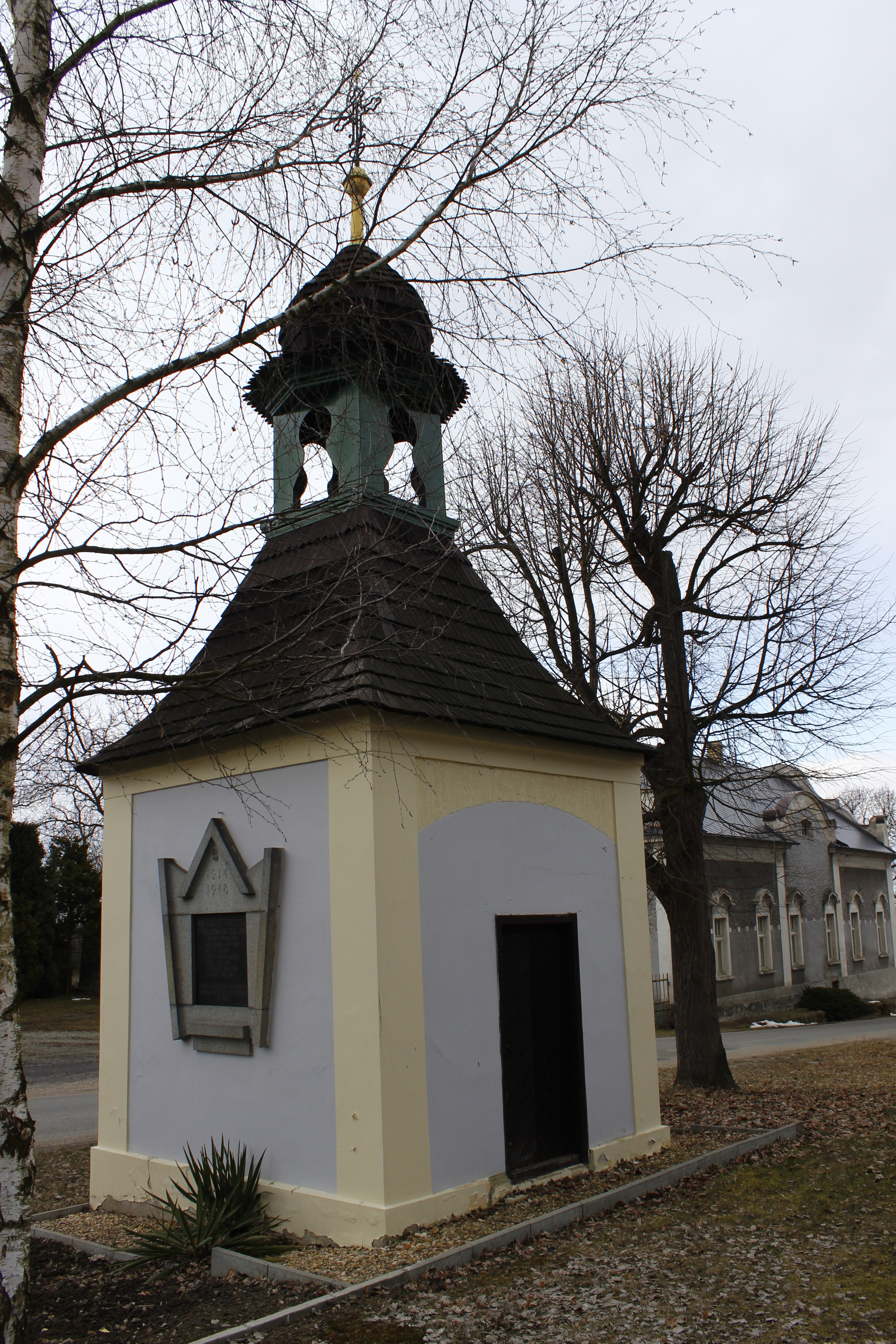
Kaplička na návsi v Pětikozlech
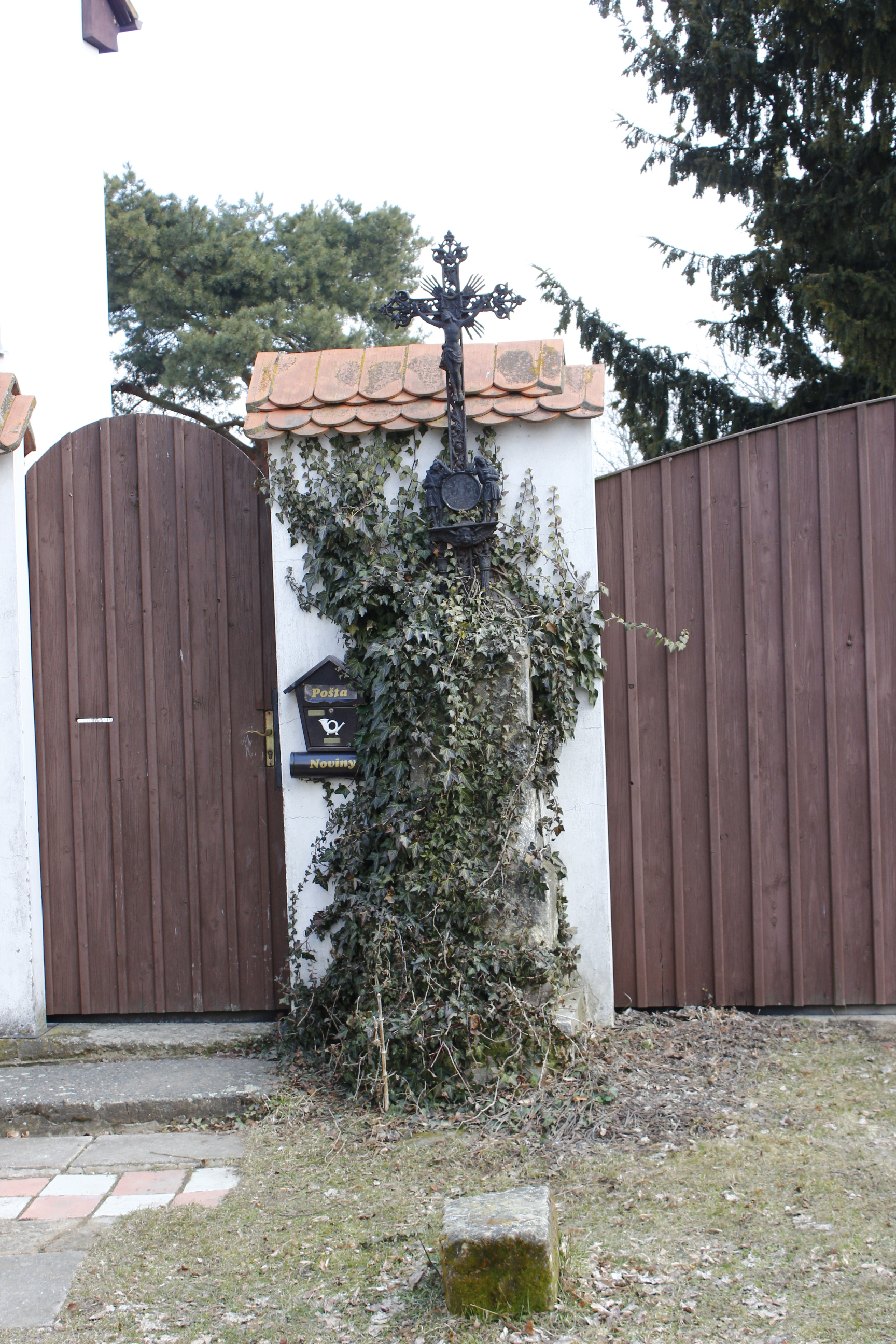
Křížek v Rokytovci
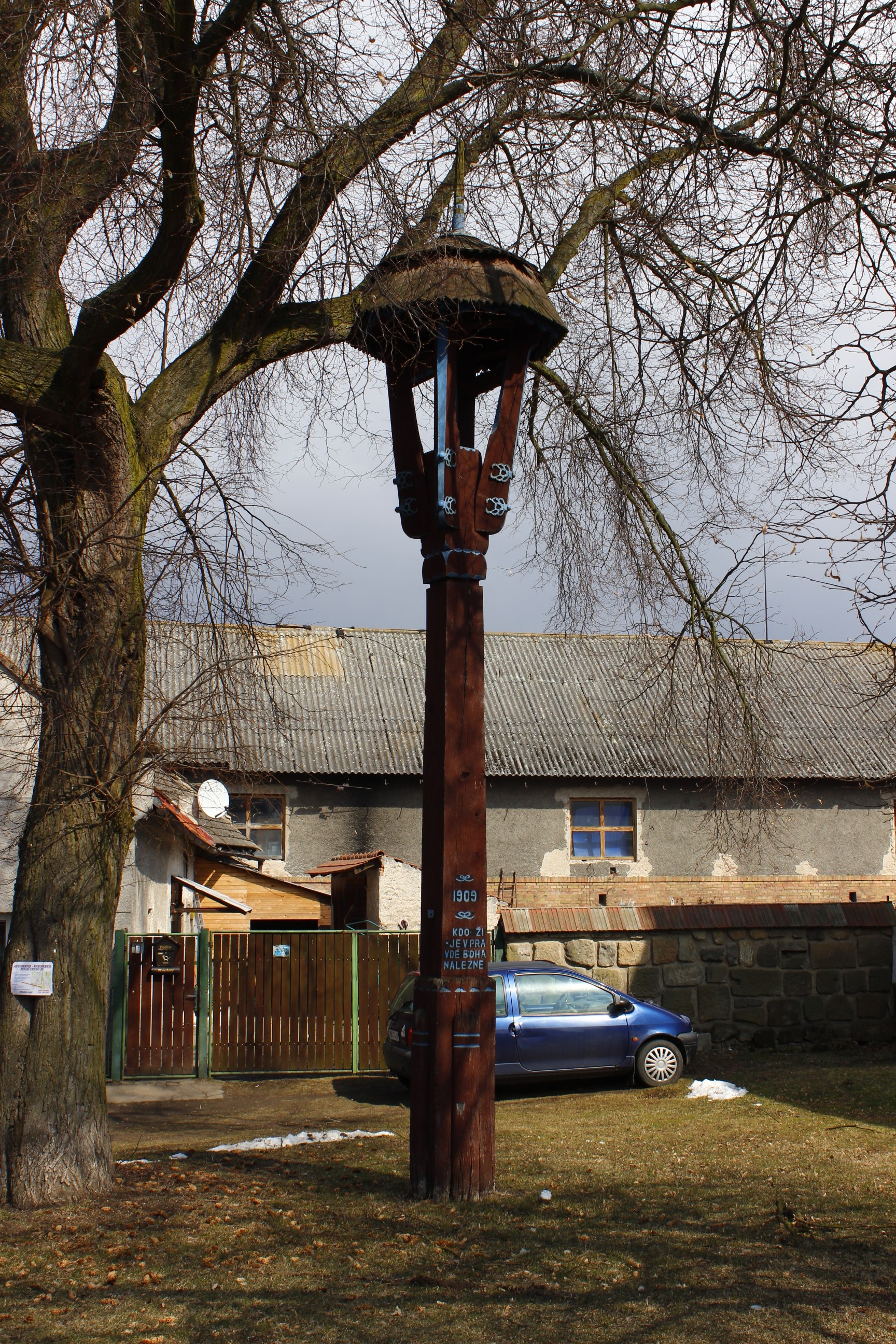
Zvonička v Rokytovci
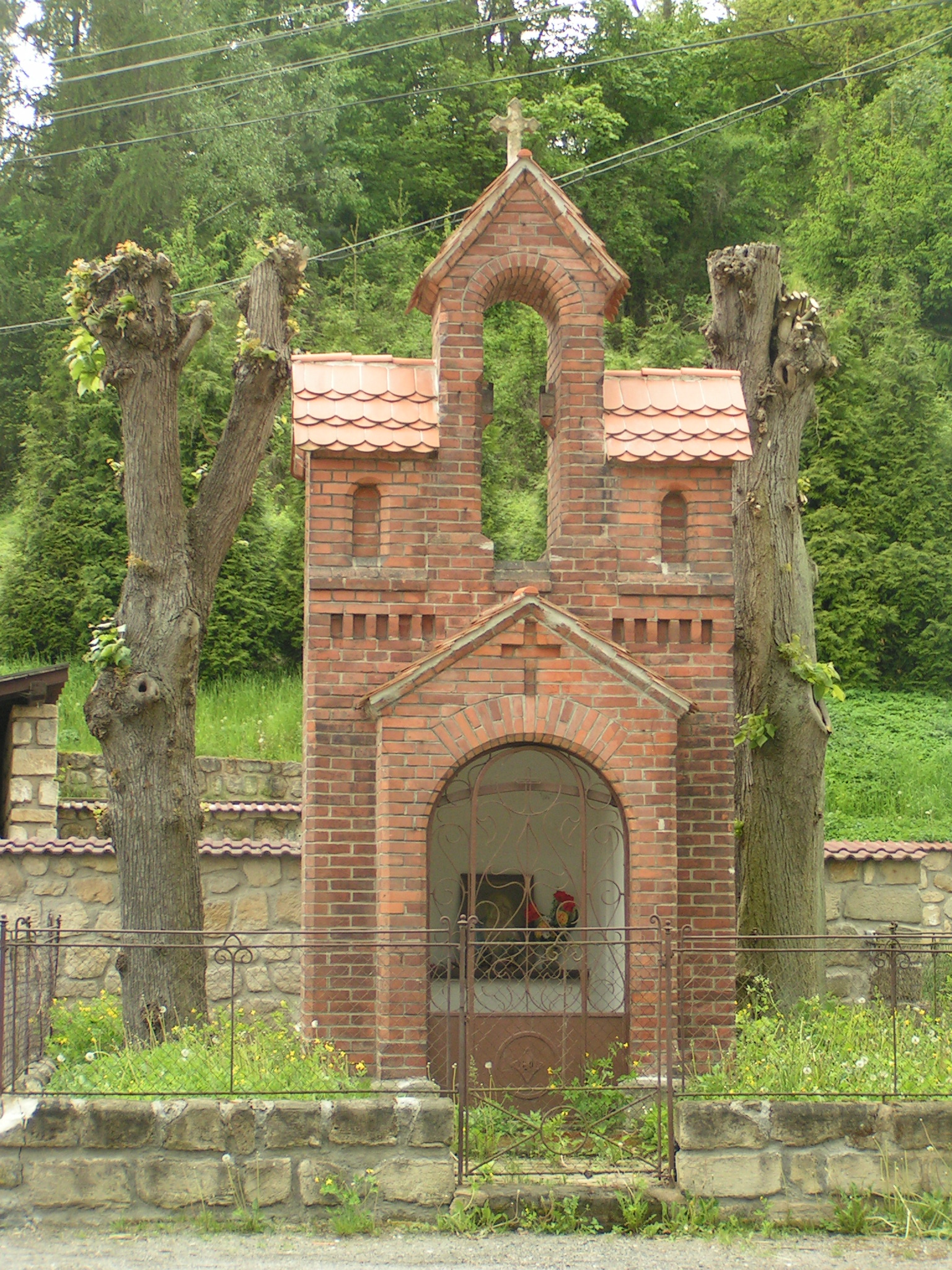
Kaplička v Dolním Cetnu